# Američki crni medvjed
Američki crni medvjed (lat. Ursus americanus) je vrsta medvjeda srednje veličine koji živi u Sjevernoj Americi. Najmanji je, ali i najbrojniji medvjed na tom kontinentu. 

## Izgled
Krzno je mekano, s gustim podkrznom, te grubom i gustom zaštitnom dlakom. Unatoč tome što mu je naziv crni medvjed, boja krzna varira od bijele i žućkaste do tamno-smeđe i potpuno crne. Albino primjerci su također zabilježeni. Tijelo je snažno izgrađeno, udovi su jaki. Kandže su male i okruglaste, crne i sivkasto-smeđe boje. Glava je vrlo velika. Uši su smještene sasvim natrag, te su okrugle i malene. 
Odrasli mužjak težak je 57-250 kilograma, dok je tjelesna masa ženki 41-170 kilograma. Duljina tijela je 120-200 centimetara, a visina ramena je 70-105 centimetara. Rep je dug 7,7,-17,7 centimetara. Iako se smatra najmanjom vrstom medvjeda u Sjevernoj Americi, američki crni medvjed svojim dimenzijama može nadmašiti sve vrste medvjeda, osim polarnog i mrkog medvjeda. Najveći dosad zabilježen primjerak je mužjak iz Novog Brunswicka, koji je ubijen 1972. Tjelesna masa mu je bila prema procjeni 500 kilograma, a duljina tijela 240 centimetara.

## Razmnožavanje
Ženke prve mladunce obično dobivaju s 3-5 godina starosti. Sezona parenja traje u lipnju i srpnju, oko 2-3 tjedna. Gestacija traje 235 dana, mladi dolaze na svijet u kasnom siječnju ili ranoj veljači. Rezultat gestacije najčešće su dva mlada medvjeda, iako je zabilježeno i šest njih. Medvjedići oči otvaraju nakon 28-40 dana, a hodati počinju s pet tjedana starosti. Majčinim mlijekon hrane se 30 tjedana, a samostalni postaju sa 16-18 mjeseci.

## Podvrste
- Ursus americanus americanus
- Ursus americanus altifrontalis
- Ursus americanus amblyceps
- Ursus americanus californiensis
- Ursus americanus carlottae
- Ursus americanus cinnamomum
- Ursus americanus emmonsii
- Ursus americanus eremicus
- Ursus americanus floridanus
- Ursus americanus hamiltoni
- Ursus americanus kermodei
- Ursus americanus luteolus
- Ursus americanus machetes
- Ursus americanus perniger
- Ursus americanus pugnax
- Ursus americanus vancouveri

## Vanjske poveznice
- Zaštita američkog crnog medvjeda
- Smithsonian Institution  Arhivirana inačica izvorne stranice od 6. ožujka 2016. (Wayback Machine)